# Mistrzostwa CONCACAF w Futsalu 2024
Mistrzostwa CONCACAF w Futsalu 2024 – ósmy turniej Mistrzostw CONCACAF w futsalu. Wydarzenie to po raz pierwszy rozgrywane było w Nikaragui. Rozpoczęło się ono 13 kwietnia, a zakończyło 20 kwietnia 2024 roku (według czasu środkowoeuropejskiego 21 kwietnia 2024). Obrońcą tytułu była reprezentacja Kostaryki, która wywalczyła tytuł w 2021 roku.
Mistrzostwo zdobyła po raz pierwszy w historii reprezentacja Panamy, pokonując Kubę 4:3.

## Zakwalifikowane zespoły
W turnieju finałowym zagrało 12 drużyn.
| Reprezentacja     | Ostatni występ | Najlepszy wynik                      | Wynik        |
| ----------------- | -------------- | ------------------------------------ | ------------ |
| Gwatemala         | 2021           | Mistrzostwo (2008)                   | III miejsce  |
| Panama            | 2021           | II miejsce (2016)                    | Mistrz       |
| Kostaryka         | 2021           | Mistrzostwo (2000, 2012, 2016, 2021) | IV miejsce   |
| Kuba              | 2021           | IV miejsce (1996, 2000, 2004, 2008)  | II miejsce   |
| Meksyk            | 2021           | III miejsce (1996)                   | Ćwierćfinał  |
| Stany Zjednoczone | 2021           | Mistrzostwo (1996, 2014)             | Ćwierćfinał  |
| Trynidad i Tobago | 2021           | Faza grupowa (2004, 2008, 2021)      | Faza grupowa |
| Kanada            | 2021           | Ćwierćfinał (2021)                   | Ćwierćfinał  |
| Haiti             | 2021           | Faza grupowa (2008, 2021)            | Faza grupowa |
| Surinam           | 2021           | Ćwierćfinał (2021)                   | Faza grupowa |
| Nikaragua         | 2021           | Faza grupowa (2000, 2021)            | Faza grupowa |
| Dominikana        | 2021           | Ćwierćfinał (2021)                   | Ćwierćfinał  |

## Losowanie
Losowanie grup turnieju odbyło się 14 grudnia 2023.
| Koszyk I  | Koszyk II         | Koszyk III        | Koszyk IV  |
| --------- | ----------------- | ----------------- | ---------- |
| Kostaryka | Stany Zjednoczone | Kanada            | Dominikana |
| Gwatemala | Kuba              | Trynidad i Tobago | Nikaragua  |
| Panama    | Meksyk            | Surinam           | Haiti      |

## Miasta i stadiony
Jedna hala jest gospodarzem turnieju.
| Managua                       | Managua |
| ----------------------------- | ------- |
| Polideportivo Alexis Argüello | Managua |
| Pojemność: 8 000              | Managua |
|                               | Managua |

## Faza grupowa
Na podstawie:
Legenda
|  | Awans do fazy pucharowej. |

Gdy dwie lub więcej drużyn zakończy fazę grupową z taką samą liczbą punktów, o kolejności w tabeli decyduje:
1. bilans bramkowy
2. liczba goli zdobytych w fazie grupowej;
3. punkty zdobyte w meczach pomiędzy danymi drużynami;
4. różnica bramek w meczach pomiędzy danymi drużynami;
5. zdobyte bramki w meczach pomiędzy danymi drużynami;
6. klasyfikacja fair play;
7. losowanie.

### Grupa A
| Lp. | Drużyna   | M | Mecze | Mecze | Mecze | Bramki | Bramki | Bramki | Pkt |
| Lp. | Drużyna   | M | W     | R     | P     | +      | −      | +/−    | Pkt |
| --- | --------- | - | ----- | ----- | ----- | ------ | ------ | ------ | --- |
| 1.  | Kostaryka | 3 | 3     | 0     | 0     | 15     | 6      | +9     | 9   |
| 2.  | Meksyk    | 3 | 2     | 0     | 1     | 18     | 11     | +7     | 6   |
| 3.  | Surinam   | 3 | 1     | 0     | 2     | 8      | 10     | −2     | 3   |
| 4.  | Haiti     | 3 | 0     | 0     | 3     | 7      | 21     | −14    | 0   |

| 13 kwietnia 2024 22:00 CET | Meksyk · Soltero 4' · Sanchez 13' · M. Giorgana 14' · Magaña 15', 36' · E. Giorgana 28' · Rivera 30' | 7:3(4:2)Raport | Surinam · 3' Adams · 8' Donner · 39' Blatz | Polideportivo Alexis Argüello, Managua Sędzia: Roberto Lopez |
|                            | |                |                                            |                                                              |

| 14 kwietnia 2024 00:00 CET | Kostaryka · Chavarria 5' · Cabalceta 7', 16', 17' · Leon 8' · Vargas 14' · Fonseca 20' · Gomez 22' | 8:3(7:3)Raport | Haiti · 13' Preval · 17' Voltaire · 18' Borgella | Polideportivo Alexis Argüello, Managua Sędzia: Reinier Fis Solis |
|                            | |                |                                                  |                                                                  |

| 14 kwietnia 2024 22:00 CET | Surinam · Sastromedjo 7' | 1:3(1:3)Raport | Kostaryka · 8' Rodríguez · 11' Salas · 18' Tijerino | Polideportivo Alexis Argüello, Managua Sędzia: Francisco Cedeño Morales |
|                            |                          |                |                                                     |                                                                         |

| 15 kwietnia 2024 00:00 CET | Haiti · Borgella 3', 5' · Preval 6' · St Hubert 13' | 4:9(4:4)Raport | Meksyk · 1' Soltero · 8', 35' E. Giorgana · 8', 30' Davalos · 12', 27' Sanchez · 20' Atri · 36' M. Giorgana | Polideportivo Alexis Argüello, Managua Sędzia: Adrian Martínez |
|                            |                                                     |                | |                                                                |

| 15 kwietnia 2024 22:00 CET | Surinam · Doesburg 9' · Adams 20' · Sastrodimedjo 34', 36' | 4:0(2:0)Raport | Haiti | Polideportivo Alexis Argüello, Managua Sędzia: Chris Grabas |
|                            |                                                            |                |       |                                                             |

| 16 kwietnia 2024 00:00 CET | Kostaryka · Gamboa 13' · Gomez 22' · Vindas 27' · Cabalceta 30' | 4:2(1:1)Raport | Meksyk · 11' E. Giorgana · 27' Soltero | Polideportivo Alexis Argüello, Managua Sędzia: Josh Wilkens |
|                            |                                                                 |                |                                        |                                                             |

### Grupa B
| Lp. | Drużyna   | M | Mecze | Mecze | Mecze | Bramki | Bramki | Bramki | Pkt |
| Lp. | Drużyna   | M | W     | R     | P     | +      | −      | +/−    | Pkt |
| --- | --------- | - | ----- | ----- | ----- | ------ | ------ | ------ | --- |
| 1.  | Panama    | 3 | 2     | 0     | 1     | 15     | 9      | +6     | 6   |
| 2.  | Kuba      | 3 | 1     | 2     | 0     | 10     | 9      | +1     | 5   |
| 3.  | Kanada    | 3 | 1     | 1     | 1     | 14     | 15     | −1     | 4   |
| 4.  | Nikaragua | 3 | 0     | 1     | 2     | 8      | 14     | −6     | 1   |

| 14 kwietnia 2024 02:00 CET | Kuba · Martinez 7', 25' · Hernández 7' · Alvarez 8' · Gonzalez 31' | 5:5(3:2)Raport | Kanada · 15', 32' Mlah · 17' El Harchali · 25', 36' Kwemi | Polideportivo Alexis Argüello, Managua Sędzia: Josh Wilkens |
|                            |                                                                    |                |                                                           |                                                             |

| 14 kwietnia 2024 04:00 CET | Panama · Milord 3' · Goodridge 13' · Ortiz 23', 36' · Hinks 25' · Escobar 34' | 6:3(2:0)Raport | Nikaragua · 22' Sequeira · 29' Kripp · 36' Ruiz | Polideportivo Alexis Argüello, Managua Sędzia: Jose Barrera Masferre |
|                            |                                                                               |                |                                                 |                                                                      |

| 15 kwietnia 2024 02:00 CET | Kanada · Kwemi 8', 21' (k), 35' | 3:7(1:3)Raport | Panama · 5', 13' Maquensi · 6', 25' Ortiz · 17' Peñaloza · 31' Campos · 37' Goodridge | Polideportivo Alexis Argüello, Managua Sędzia: Diego Lopez |
|                            |                                 |                |                                                                                       |                                                            |

| 15 kwietnia 2024 04:00 CET | Nikaragua · Kripp 26', 30' (k) | 2:2(0:2)Raport | Kuba · 9' Gonzalez · 19' Morales | Polideportivo Alexis Argüello, Managua Sędzia: Jhonny Garci |
|                            |                                |                |                                  |                                                             |

| 16 kwietnia 2024 02:00 CET | Panama · Ortiz 33' · Campos 39' | 2:3(0:1)Raport | Kuba · 18', 21', 39' Hernández | Polideportivo Alexis Argüello, Managua Sędzia: Misael Barrer |
|                            |                                 |                |                                |                                                              |

| 16 kwietnia 2024 04:00 CET | Kanada · Díaz 6' (sam.) · Nboucha 13', 18' · Chamale 24' · Kwemi 31' · El Harchali 34' | 6:3(3:2)Raport | Nikaragua · 11', 18' Sequeira · 30' Ruiz | Polideportivo Alexis Argüello, Managua Sędzia: Diego Lopez |
|                            |                                                                                        |                |                                          |                                                            |

### Grupa C
| Lp. | Drużyna           | M | Mecze | Mecze | Mecze | Bramki | Bramki | Bramki | Pkt |
| Lp. | Drużyna           | M | W     | R     | P     | +      | −      | +/−    | Pkt |
| --- | ----------------- | - | ----- | ----- | ----- | ------ | ------ | ------ | --- |
| 1.  | Gwatemala         | 3 | 2     | 1     | 0     | 15     | 11     | +4     | 7   |
| 2.  | Dominikana        | 3 | 2     | 0     | 1     | 23     | 14     | +9     | 6   |
| 3.  | Stany Zjednoczone | 3 | 1     | 1     | 1     | 16     | 14     | +2     | 4   |
| 4.  | Trynidad i Tobago | 3 | 0     | 0     | 3     | 8      | 23     | −15    | 0   |

| 13 kwietnia 2024 18:00 CET | Stany Zjednoczone · Ortiz 9', 20' · de Andrade 10', 35' · Burato 23' · Lopez 32' · Tayou 34' | 7:4(3:1)Raport | Trynidad i Tobago · 2', 23' Ollivierra · 25' (k) Benny · 36' Woo Ling | Polideportivo Alexis Argüello, Managua Sędzia: Ricardo Lay |
|                            |                                                                                              |                |                                                                       |                                                            |

| 13 kwietnia 2024 20:00 CET | Gwatemala · Ruiz 5', 36' · Aguilar 22', 26' · Alvarado 22' · Campaignac 28' · Sandoval 34' | 7:5(1:2)Raport | Dominikana · 14' Gomez · 16', 21' Rondon · 25' López · 40' Gardelli | Polideportivo Alexis Argüello, Managua Sędzia: Adrian Martínez |
|                            |                                                                                            |                |                                                                     |                                                                |

| 14 kwietnia 2024 18:00 CET | Trynidad i Tobago · Benny 7', 29' · Hospedales 16' | 3:5(2:0) | Gwatemala · 22' Santizo · 26' Aguilar · 27' Alvarado · 28' Sandoval · 35' Ruiz | Polideportivo Alexis Argüello, Managua Sędzia: Reinier Fis Solis |
|                            |                                                    |          |                                                                                |                                                                  |

| 14 kwietnia 2024 20:00 CET | Dominikana · Rondon 3' · Belliard 5' · Pepén 15' · López 26' · Cestero 31' · Pérez 32', 40' | 7:6(3:2) | Stany Zjednoczone · 6', 34', 36' Mendez · 20' Gonzalez · 34' Tayou · 40' Burato | Polideportivo Alexis Argüello, Managua Sędzia: Jorge Antonio Flores |
|                            |                                                                                             |          |                                                                                 |                                                                     |

| 15 kwietnia 2024 18:00 CET | Trynidad i Tobago · Neptune 29' | 1:11(0:3)Raport | Dominikana · 10', 31', 39' Rondon · 13', 23', 25' Belliard · 14' Gomez · 29' Pérez · 33' López · 35' Álvarez · 40' Gardelli | Polideportivo Alexis Argüello, Managua Sędzia: Brenda Valdez Perez |
|                            |                                 |                 | |                                                                    |

| 15 kwietnia 2024 20:00 CET | Gwatemala · Sandoval 31', 33' · Ruiz 38' | 3:3(0:2)Raport | Stany Zjednoczone · 14' Gonzalez · 21' de Andrade · 21' Tayou | Polideportivo Alexis Argüello, Managua Sędzia: Roberto Lopez |
|                            |                                          |                |                                                               |                                                              |

### Klasyfikacja III miejsc
| Lp. | Drużyna           | M | Mecze | Mecze | Mecze | Bramki | Bramki | Bramki | Pkt |
| Lp. | Drużyna           | M | W     | R     | P     | +      | −      | +/−    | Pkt |
| --- | ----------------- | - | ----- | ----- | ----- | ------ | ------ | ------ | --- |
| C.  | Stany Zjednoczone | 3 | 1     | 1     | 1     | 16     | 14     | +2     | 4   |
| B.  | Kanada            | 3 | 1     | 1     | 1     | 14     | 15     | −1     | 4   |
| A.  | Surinam           | 3 | 1     | 0     | 2     | 8      | 10     | −2     | 3   |

W ćwierćfinałach, gdzie awansują 2 najlepsze zespoły z 3. miejsc, kolejność meczów z tymi drużynami zależy od tego, z jakiej są grupy (kolorem żółtym jest zaznaczony wariant, który stał się faktem):
| 2 najlepsze zespoły z 3. miejsc | Rywal zwycięzcy grupy A | Rywal zwycięzcy grupy B |
| ------------------------------- | ----------------------- | ----------------------- |
| A B                             | 3. miejsce z grupy B    | 3. miejsce z grupy A    |
| B C                             | 3. miejsce z grupy B    | 3. miejsce z grupy C    |
| A C                             | 3. miejsce z grupy C    | 3. miejsce z grupy A    |

## Faza pucharowa
|  |                      |                   |                      |                      |      |           |                      |                      |                      |                      |                   |       |       |
|  | Ćwierćfinały         | Ćwierćfinały      | Ćwierćfinały         |                      |      | Półfinały | Półfinały            | Półfinały            |                      |                      | Finał             | Finał | Finał |
|  | Ćwierćfinały         | Ćwierćfinały      | Ćwierćfinały         |                      |      | Półfinały | Półfinały            | Półfinały            |                      |                      | Finał             | Finał | Finał |
|  | 17 kwietnia, Managua |                   |                      |                      |      |           |                      |                      |                      |                      |                   |       |       |
|  |                      |                   |                      |                      |      |           |                      |                      |                      |                      |                   |       |       |
|  | Kostaryka            | Kostaryka         | 3                    |                      |      |           |                      |                      |                      |                      |                   |       |       |
|  | Kostaryka            | Kostaryka         | 3                    | 19 kwietnia, Managua |      |           |                      |                      |                      |                      |                   |       |       |
|  | Kanada               | Kanada            | 2                    |                      |      |           |                      |                      |                      |                      |                   |       |       |
|  | Kanada               | Kanada            | 2                    |                      |      | Kostaryka | Kostaryka            | 3(6)                 |                      |                      |                   |       |       |
|  | 18 kwietnia, Managua |                   |                      |                      |      | Kostaryka | Kostaryka            | 3(6)                 |                      |                      |                   |       |       |
|  |                      |                   | Kuba                 | Kuba                 | 3(7) |           |                      |                      |                      |                      |                   |       |       |
|  | Dominikana           | Dominikana        | Kuba                 | Kuba                 | 3(7) | 1         |                      |                      |                      |                      |                   |       |       |
|  | Dominikana           | Dominikana        |                      |                      |      | 1         | 21 kwietnia, Managua |                      |                      |                      |                   |       |       |
|  | Kuba                 | Kuba              | 2                    |                      |      |           |                      |                      |                      |                      |                   |       |       |
|  | Kuba                 | Kuba              | 2                    |                      |      | Kuba      | Kuba                 | 3                    |                      |                      |                   |       |       |
|  | 17 kwietnia, Managua |                   |                      |                      |      | Kuba      | Kuba                 | 3                    |                      |                      |                   |       |       |
|  |                      |                   | Panama               | Panama               | 4    |           |                      |                      |                      |                      |                   |       |       |
|  | Panama               | Panama            | Panama               | Panama               | 4    | 2         |                      |                      |                      |                      |                   |       |       |
|  | Panama               | Panama            | 19 kwietnia, Managua |                      |      | 2         |                      |                      |                      |                      |                   |       |       |
|  | Stany Zjednoczone    | Stany Zjednoczone | 1                    |                      |      |           |                      |                      |                      |                      |                   |       |       |
|  | Stany Zjednoczone    | Stany Zjednoczone | 1                    |                      |      | Panama    | Panama               | 6                    | Mecz o 3. miejsce    | Mecz o 3. miejsce    | Mecz o 3. miejsce |       |       |
|  | 18 kwietnia, Managua |                   |                      |                      |      | Panama    | Panama               | 6                    | Mecz o 3. miejsce    | Mecz o 3. miejsce    | Mecz o 3. miejsce |       |       |
|  |                      |                   | Gwatemala            | Gwatemala            | 3    |           |                      | 21 kwietnia, Managua | 21 kwietnia, Managua | 21 kwietnia, Managua |                   |       |       |
|  | Gwatemala            | Gwatemala         | Gwatemala            | Gwatemala            | 3    | 9         |                      | 21 kwietnia, Managua | 21 kwietnia, Managua | 21 kwietnia, Managua |                   |       |       |
|  | Gwatemala            | Gwatemala         |                      |                      |      |           |                      | Kostaryka            | Kostaryka            | 0                    |                   |       |       |
|  | Meksyk               | Meksyk            | 4                    |                      |      |           |                      |                      | Kostaryka            | 0                    |                   |       |       |
|  | Meksyk               | Meksyk            | 4                    |                      |      |           |                      | Gwatemala            | Gwatemala            | 3                    |                   |       |       |
|  |                      |                   |                      |                      |      |           |                      |                      | Gwatemala            | 3                    |                   |       |       |

### Ćwierćfinały
| 17 kwietnia 2024 20:00 CET | Kostaryka · Cabalceta 8' · Tijerino 9' · Vindas 17' | 3:2(3:1)Raport | Kanada · 5' Saad · 29' El Harchali | Polideportivo Alexis Argüello, Managua Sędzia: Roberto Lopez |
|                            |                                                     |                |                                    |                                                              |

| 17 kwietnia 2024 22:00 CET | Panama · Hinks 13' · Milord 15' | 2:1(2:0) | Stany Zjednoczone · 39' de Andrade | Polideportivo Alexis Argüello, Managua Sędzia: Diego Lopez |
|                            |                                 |          |                                    |                                                            |

| 18 kwietnia 2024 00:00 CET | Gwatemala · Alvarado 4', 9', 25' · Sandoval 12', 34' · Diaz 14' · Santizo 25' · Marin 31' · Paniagua 36' | 9:4(4:3)Raport | Meksyk · 4' Sanchez · 6' E. Giorgana · 6' M. Giorgana · 40' Davalos | Polideportivo Alexis Argüello, Managua Sędzia: Adrian Martínez |
|                            | |                |                                                                     |                                                                |

| 18 kwietnia 2024 02:00 CET | Dominikana · Pepén 18' | 1:2(1:2)Raport | Kuba · 2' Hernández · 17' Ramirez | Polideportivo Alexis Argüello, Managua Sędzia: Ricardo Lay |
|                            |                        |                |                                   |                                                            |

### Półfinały
| 19 kwietnia 2024 02:00 CET                                              | Kostaryka · Rodríguez 15' · Fonseca 34' · Tijerino 36' | 3:3 dogr k. 6:7(1:0)Raport                                                          | Kuba · 25' Morales · 32' Cotilla · 39' Aguilera | Polideportivo Alexis Argüello, Managua Sędzia: Matthew Rodman |
|                                                                         |                                                        |                                                                                     |                                                 |                                                               |
|                                                                         |                                                        | Rzuty karne                                                                         |                                                 |                                                               |
| Rodríguez · Leon · Vindas · Salas · Tijerino · Fonseca · Ortega · Gomez |                                                        | Martinez · Hernández · Valiente · Cotilla · Ramirez · González · Aguilera · Morales |                                                 |                                                               |

| 19 kwietnia 2024 04:00 CET | Panama · Campos 2' · Maquensi 5' · Milord 23', 37' · Castrellon 45' · Ortiz 50' | 6:3 dogr(2:3)Raport | Gwatemala · 4' Ruiz · 11' Diaz · 19' Campaignac | Polideportivo Alexis Argüello, Managua Sędzia: Christopher Grabas |
|                            |                                                                                 |                     |                                                 |                                                                   |

### Mecz o 3. miejsce
| 21 kwietnia 2024 02:00 CET | Kostaryka | 0:3(0:2)Raport | Gwatemala · 1' Santizo · 5' Sandoval · 31' Diaz | Polideportivo Alexis Argüello, Managua Sędzia: Ricardo Lay |
|                            |           |                |                                                 |                                                            |

### Finał
| 21 kwietnia 2024 04:00 CET | Kuba · Martínez 20', 37' · Maquensi 21' (sam.) | 3:4 | Panama · 14' Milord · 22' Campos · 25', 35' Claudio Goodridge | Polideportivo Alexis Argüello, Managua Sędzia: Josh Wilkens |
|                            |                                                |     |                                                               |                                                             |

PANAMA
 PIERWSZY TYTUŁ

## Strzelcy
Bramki z serii rzutów karnych nie są wliczane do klasyfikacji strzelców.

### 7 goli
- David Rondon
- Roberto Alvarado
- Marvin Sandoval

### 6 goli
- Loïc Kwemi
- Abdiel Ortiz

### 5 goli
- Jonathan Hernández
- Eder Giorgana
- Ruman Milord
- Nilton de Andrade

### 4 gole
- Patrick Ruiz
- Iduan Martinez
- Minor Cabalceta
- Eddie Sanchez
- Aquiles Campos
- Claudio Goodridge

### 3 gole
- Jose Belliard
- Guillermo López
- Hector Pérez
- Brhorhado Borgella
- Jhonny Diaz
- Montacer El Harchali
- Milinton Tijerino
- Eduardo Davalos
- Miguel Giorgana
- Daniel Soltero
- Lester Kripp
- Exequiel Sequeira
- Alfonso Maquensi
- Sebastian Mendez
- Franck Tayou
- Vangelino Sastromedjo
- Che Benny

### 2 gole
- Christian Gardelli
- Marco Gomez
- Javier Pepén
- John Preval
- Alan Aguilar
- Fernando Campaignac
- Edgar Santizo
- Safwane Mlah
- Abdelmou Nboucha
- Diego Chavarria
- Victor Fonseca
- Daniel Gomez
- Pablo Rodríguez
- Gilberth Vindas
- Jorge Gonzalez
- José Morales
- Luis Magaña
- Wesly Ruiz
- Oscar Hinks
- Luciano Gonzalez
- David Ortiz
- Ike Adams
- Darius Ollivierra

### 1 gol
- Ricardo Álvarez
- Marselle Cestero
- Jose Marin
- Jenner Paniagua
- Bryan Santizo
- Jean Schwetzer St Hubert
- Christo-Fils Voltaire
- Daniel Chamale
- Raheem Rose
- Enmanuel Gamboa
- Yosel Leon
- Jean Salas
- Cesar Vargas
- Harold Aguilera
- Barbaro Alvarez
- Dayan Cotilla
- Diego Ramirez
- Abraham Atri
- Carlos Rivera
- Abdiel Castrellon
- Abdiel Escobar
- Jaime Peñaloza
- Diego Burato
- Nicholas Lopez
- Giovanni Blatz
- Nazario Doesburg
- Lorenzo Donner
- Shane Hospedales
- Jameel Neptune
- Matthew Woo Ling

### Gole samobójcze
- Roberto Díaz (dla  Kanady)
- Alfonso Maquensi (dla  Kuby)

## Nagrody
Na podstawie:
| Złota Piłka      | Złoty But       | Złota Rękawica | Najlepszy Młody Zawodnik | Nagroda Fair-play |
| ---------------- | --------------- | -------------- | ------------------------ | ----------------- |
| Alfonso Maquensi | Marvin Sandoval | Jaime Peñaloza | Kevin Rueda              | Panama            |

## Klasyfikacja końcowa
| Miejsce                        | Reprezentacja     | Punkty | Bramki +/− | Bramki zdobyte |
| ------------------------------ | ----------------- | ------ | ---------- | -------------- |
| Strefa medalowa                |                   |        |            |                |
| złoto                          | Panama            | 15     | +11        | 24             |
| srebro                         | Kuba              | 9      | +1         | 15             |
| brąz                           | Gwatemala         | 13     | +9         | 30             |
| 4.                             | Kostaryka         | 13     | +7         | 21             |
| Wyeliminowane w ćwierćfinałach |                   |        |            |                |
| 7.                             | Dominikana        | 6      | +8         | 24             |
| 8.                             | Meksyk            | 6      | +2         | 22             |
| 5.                             | Stany Zjednoczone | 4      | +1         | 17             |
| 6.                             | Kanada            | 4      | -2         | 16             |
| Wyeliminowane w fazie grupowej |                   |        |            |                |
| 9.                             | Surinam           | 3      | -2         | 8              |
| 10.                            | Nikaragua         | 1      | -6         | 8              |
| 11.                            | Haiti             | 0      | -14        | 7              |
| 12.                            | Trynidad i Tobago | 0      | -15        | 8              |

## Drużyny zakwalifikowane do Mistrzostw Świata
W turnieju Mistrzostw Świata 2024 w Uzbekistanie wezmą udział:
| Drużyna   | Sposób kwalifikacji       | Data kwalifikacji | Ostatni występ | Najlepszy wynik                             |
| --------- | ------------------------- | ----------------- | -------------- | ------------------------------------------- |
| Kostaryka | Zwycięstwo w ćwierćfinale | 17 kwietnia 2024  | 2021           | 1/8 finału (2016)                           |
| Panama    | Zwycięstwo w ćwierćfinale | 17 kwietnia 2024  | 2021           | 1/8 finału (2012)                           |
| Gwatemala | Zwycięstwo w ćwierćfinale | 18 kwietnia 2024  | 2021           | Faza grupowa (2000, 2008, 2012, 2016, 2021) |
| Kuba      | Zwycięstwo w ćwierćfinale | 18 kwietnia 2024  | 2016           | Faza grupowa (1996, 2000, 2004, 2008, 2016) |